# Kirk DeMicco
Kirk DeMicco est un producteur, scénariste et réalisateur américain, né le 15 mai 1969 à Wyckoff, dans le New Jersey.
Il travaille pour DreamWorks et pour Sony Pictures Animation.

## Biographie
Le premier scénario de DeMicco est appelé Un jour en novembre qu'il vend à Warner Bros et au producteur Arnold Kopelson pour 1 million de dollars avant de signer pour écrire Quest for Camelot. Plus tard, il écrit et coproduit Racing Stripes pour le réalisateur Frederik Du Chau. John Cleese et DeMicco co-écrivent l'adaptation cinématographique du classique des enfants de Roald Dahl, The Twits. Il écrit également Splitting Adam, un film qui est mis en place chez United Artists. Il travaille ensuite comme écrivain sur Here Comes Peter Cottontail: The Movie et et sur Scare School de Casper. 
En 2008, il écrit et réalise le film Space Chimps pour John H. Williams et sa compagnie Vanguard Animation ; le film est inspiré par l'histoire du premier chimpanzé à aller dans l'espace, Ham. Tout en travaillant chez Warner Bros., lui et Du Chau écrivent également un scénario pour un film d'animation en direct basé sur le personnage de Hanna-Barbera, Hong Kong Phooey, qu'ils vendent à Alcon Entertainment. Il adapte la bande dessinée de Jack Kirby New Gods et collabore avec le cinéaste Barry Sonnenfeld sur une adaptation d'un roman d'Elmore Leonard. Il fait également de nombreuses réécritures de production pour Disney, Warner Bros., DreamWorks et Spyglass. À la télévision, il est le créateur et producteur exécutif du documentaire de Discovery Channel HALO: Freefall  Warriors.
En 2013, DeMicco co-écrit et codirige The Croods de DreamWorks Animation avec Chris Sanders. DeMicco commence à écrire le film avec John Cleese en 2005. Les Croods rapporte plus de 582 millions de dollars dans le monde entier au box-office, et il est nommé pour l'Oscar du meilleur film d'animation.  DeMicco et Sanders travaillent ensuite sur la suite de The Croods pendant trois ans et demi, avant qu'elle ne soit annulée à la fin de 2016, jusqu'à ce qu'elle soit relancée un an plus tard. 
En décembre 2016, il est rapporté que DeMicco dirige VIVO pour Sony Pictures Animation dont la sortie est prévue le 4 juin 2021. Lin-Manuel Miranda écrit de nouvelles chansons pour cette fonction d'animation musicale, tout en étant auteur de l’histoire du film. Brandon Jeffords, chef d’histoire du film d’animation Les Schtroumpfs et le Village perdu, sur L'Île des Miam-nimaux : Tempête de boulettes géantes 2 et artiste de storyboard sur Drôles de dindes et Hôtel Transylvanie 2, est annoncé comme co-réalisateur de ce film aux côtés de DeMicco.

## Filmographie

### Réalisateur
- 2008 : Les Chimpanzés de l'espace
- 2013 : Les Croods coréalisé avec Chris Sanders
- 2021 : Vivo  coréalisé avec Brandon Jeffords
- 2023 : Ruby, l'ado Kraken coréalisé avec Faryn Pearl

### Scénariste
- 1998 : Excalibur, l'épée magique
- 2005 : Zig Zag, l'étalon zébré
- 2005 : Here Comes Peter Cottontail: The Movie
- 2006 : Casper, l'école de la peur
- 2008 : Les Chimpanzés de l'espace
- 2013 : Les Croods
- 2014 : Hong Kong Fou Fou
- 2021 : Vivo avec Quiara Alegría Hudes

### Producteur
- 2003 : HALO: Freefall Warriors
- 2005 : Zig Zag, l'étalon zébré